# سوفیا آنانیادو
سوفیا آنانیادو (به انگلیسی: Sophia Ananiadou) (متولد ۱۹۵۷) دانشمند رایانه و زبان‌شناسی رایانشی یونانی/بریتانیایی است. او توسعه و هدایت مرکز ملی متن کاوی (NaCTeM) در بریتانیا را رهبری کرد. وی درحال حاضر استاد گروه علوم رایانه در دانشگاه منچستر است.
تحقیقات او بر روی متن کاوی زیست‌پزشکی و پردازش زبان‌های طبیعی تمرکز دارد و به توسعه برنامه‌های کاربردی متعددی کمک می‌کند که به عنوان مثال، کشف دانش جدید را تسهیل کند، امکان کاوش در آرشیوهای تاریخی را فراهم کند، امکان جستجوی معنایی ادبیات زیست‌پزشکی، کاهش تلاش انسان در غربالگری بازدیدهای جستجو برای تولید مرورهای سیستماتیک، امکان غنی‌سازی مدل‌های مسیر متابولیک با شواهد از ادبیات، امکان کشف خطر در صنعت ساخت و ساز از گزارش حوادث بهداشتی و ایمنی و قابلیت همکاری مؤلفه‌ها را در گردش کار متن کاوی فعال می‌کند.

## تحصیلات
آنانیادو در لیسه فرانسوی سنت جوزف در آتن، یونان (۱۹۶۹–۱۹۷۵) تحصیل کرد. او لیسانس هنر (Ptychion) از دانشگاه آتن (۱۹۷۹)، کارشناسی ارشد مطالعات پیشرفته (DEA) در زبان‌شناسی از پاریس VII، جوسیو، فرانسه (۱۹۸۰)، DEA در ادبیات از پاریس IV، سوربن، فرانسه دریافت کرد. (۱۹۸۴) و دکترای زبان‌شناسی رایانشی را از مؤسسه علم و فناوری دانشگاه منچستر (UMIST)، در سال ۱۹۸۸ دریافت کرد.

## شغل و تحقیق
سوفیا آنانیادو دستیار پژوهشی در مؤسسه مطالعات مفاهیم و شناختی دال مولدر سوئیس، (ISSCO، ۱۹۸۳–۱۹۸۴)، دستیار پژوهشی (۱۹۸۵–۱۹۸۸) سپس دانشیار پژوهشی (۱۹۸۸–۱۹۹۳) در گروه مهندسی زبان در مؤسسه علم و فناوری دانشگاه منچستر UMIST، استاد ارشد در دانشگاه متروپولیتن منچستر (۱۹۹۳–۱۹۹۹) و استاد ارشد در دانشکده علوم و مهندسی محاسبات، دانشگاه سالفورد (۲۰۰۰–۲۰۰۵)، سپس خوانشگر زبان‌های رایانه در دانشکده علوم رایانه دانشگاه منچستر (۲۰۰۵–۲۰۰۹) بود. از سال ۲۰۰۹، او به عنوان استاد علوم رایانه در گروه علوم کامپیوتر در دانشگاه منچستر خدمت کرده‌است.
آنانیادو آثار خود را از سال ۱۹۸۶ منتشر کرده‌است، از سال ۲۰۱۸، او به عنوان معاون مدیر مؤسسه علوم داده و هوش مصنوعی، در دانشگاه منچستر خدمت کرده‌است. آنانیادو از انستیتو فرانسوی آتن مدرک دیپلم مترجم (۱۹۷۹) و گواهی مشاوره از دانشگاه سالفورد، انگلستان در سال ۲۰۰۴ دریافت کرد.

### جوایز و افتخارات
آنانیادو در سال ۲۰۱۹، به پاس کمک‌هایش در هوش مصنوعی و متن کاوی برای زیست‌پزشکی، در بیستمین سالگرد مؤسسه مطالعات مدیترانه، دکترای افتخاری از دانشگاه اژه دریافت کرد.
آنانیادو جایزه نوآوری معماری مدیریت اطلاعات بدون ساختار (UIMA) را از IBM در سه سال متوالی (۲۰۰۶، ۲۰۰۷ و ۲۰۰۸) دریافت کرد. او در سال ۲۰۰۴ جایزه دایوا آدریان و جایزه اعتماد ژاپن را از وزارت آموزش ژاپن در سال ۱۹۹۷ دریافت کرد.
آنانیادو از سال ۲۰۱۸ عضو مؤسسه آلن تورینگ لندن بوده‌است.
از سال ۲۰۲۱، او عضو انجمن ELLIS، انجمن حرفه‌ای آزمایشگاه بین‌المللی اروپایی برای یادگیری و سیستم‌های هوشمند است.
آنانیادو از سال ۱۹۹۷ تا ۱۹۹۹ به عنوان معاون (VP) انجمن اروپایی اصطلاحات خدمت کرد.
در بیست و هشتمین کنفرانس بین‌المللی زبان‌شناسی محاسباتی (COLING 2020)، او با ام. لی و اچ تاکامورا، عنوان مقاله برجسته‌ای را برای مقاله «یک مدل عصبی برای جمع‌آوری حاشیه‌نویسی همسو در جمع‌سپاری» دریافت کرد.